# Trane
Tranen (latin: Grus grus) er en stor, langbenet og langnæbbet fugl, der findes i Europa, Asien og Afrika, hovedsageligt i vådområder. Da Grus grus er den eneste regelmæssigt forekommende art i Danmark kaldes den blot "trane", men der er i alt 15 trane-arter, hvoraf jomfrutranen (Grus virgo) og prærietranen (Grus canadensis) er meget sjældne besøgende i landet.
I Danmark forsvandt tranen som ynglefugl i midten af 1800-tallet, men genindvandrede i 1953. I de efterfølgende årtier forblev bestanden meget lille (under fem ynglepar), men langt større antal trækker over Danmark mellem yngleområder i det øvrige Skandinavien og overvintringsområder i Sydeuropa. Siden 1990'erne er den danske ynglebestand vokset hurtigt, og var på over 750 par i 2022. Samtidig er et stigende antal traner begyndt at overvintre i Danmark.

## Taksonomi
Det har tidligere været almindeligt at regne næsten alle trane-arter til slægten Grus, men Krajewski et al. (2010) demonstrerede, at slægten var parafyletisk, hvilket medførte, at del Hoyo et al. (2014) i det ornitologiske bogværk, "HBW and BirdLife International Illustrated Checklist of the Birds of the World" valgte at flytte nogle arter til andre slægter.
Ifølge HBW Alive og Archibald et al. (2016) er taksonomien for tranen:
- Gruiformes, tranefugle
  - Gruidae, tranefamilien
    - Gruinae, egentlige traner
      - Grus
        - G. grus, trane
          - G. g. grus yngler fra Skandinavien, Nordøst-Tyskland og Polen øst over til Kina og det østre Sibirien. Overvintrer i Sydeuropa (især Frankrig og Spanien), det nordvestlige Afrika, Nordøstafrika, Mellemøsten, Pakistan, Indien og i det syd- og østlige Kina
          - G. g. archibaldi, yngler i Østtyrkiet, det sydlige Georgien, Armenien og det ekstremt nordvestlige Iran, måske også beskedent i Aserbajdsjan.

## Beskrivelse
Tranen er en meget stor fugl med lange ben og lang hals. Fuglene måler typisk 95–120 cm og vejer omkring 4,5–6,1 kilo beroende på køn og underart. Enkeltindivider kan imidlertid blive op mod 130 cm høje. Vingespændet er normalt 180–200 cm, men kan i visse tilfælde blive op mod 220 cm.
Fjerdragten er hovedsagelig skifergrå. Hoved og øverste del af hals er sort og har en karakteristisk bred hvid rand, som løber fra bagsiden af øjnene og ned langs siderne af halsens overdel. Hovedet har en bar rød isseplet, som er mere brunlig hos ungfuglene. Øjnene har gul til orange iris. De inderste armsvingfjer er modificerede, de er sorte yderst og giver fuglene en strudselignende stuss. Halen er kort og vifteformet, men er stort set kun synlig, når fuglene lægger an til landing.

## Udbredelse
Tranens yngleområde omfatter det nordlige og centrale Europa, Rusland, Centralasien og Tyrkiet, mens overvintringsområderne er i sydeuropa, den nordlige halvdel af Afrika, og det sydlige Asien. Dens nordlige udbredelse er nogenlunde sammenfaldende med tundraens sydgrænse, mens dens sydlige udbredelse som ynglefugl i Europa strækker sig fra Ungarn over Kyiv til nedre Volga. Den europæiske bestand faldt voldsomt fra 1800-tallet og frem, men som følge af bedre beskyttelse og naturgenopretning er den steget betragteligt fra slutningen af 1900-tallet, hvor traner genindvandret til flere områder, som de ellers var forsvundet fra. De største ynglebestande er i Rusland, Finland (30-40.000 par i 2009), Sverige (omkring 30.000 par i 2012), og Polen (20-22.000 par).

## Adfærd
Fuglene udstøder høje karakteristiske trompetskrig, "kråå", som kan høres flere kilometer borte.
Yngler i moser og andre uforstyrrede sumpede områder, ofte hvor der findes spredt træbevoksning. Traner yngler først, når de bliver 5-6 år gamle. I yngletiden fører tranen en skjult tilværelse. To grøngrå æg med mørke pletter lægges i reder på eller nær åben græseng. Forældrene ruger på æggene i fire uger.
Spiser insekter, krybdyr, amfibier, mus og plantedele.
Typisk for tranen er, at den skrider roligt af sted på en majestætisk måde. I flugt holdes den lange hals udstrakt.
Tranen er en trækfugl, der som regel ankommer til Danmark i slutningen af marts eller begyndelsen af april. Den forlader sine nordlige ynglepladser igen omkring midten af oktober. Ved en optælling i Estland i 1983 observerede man omkring 24.000 traner på træk gennem landet. Den nordeuropæiske bestand overvintrer hovedsageligt i Spanien og det sydlige Frankrig. Under trækket kan mere end 25.000 traner mellemlande ved Hornborgasjön i Sverige, før de drager videre til ynglepladserne omkring Østersøen.